# العلاقات التوفالية الكينية
العلاقات التوفالية الكينية هي العلاقات الثنائية التي تجمع بين توفالو وكينيا.

## مقارنة بين البلدين
هذه مقارنة عامة ومرجعية للدولتين:
| وجه المقارنة                                              | توفالو                         | كينيا                         |
| --------------------------------------------------------- | ------------------------------ | ----------------------------- |
| المساحة (كم2)                                             | 26                             | 581.31 ألف                    |
| عدد السكان (نسمة)                                         | 11.19 ألف                      | 48.47 مليون                   |
| الكثافة السكانية (ن./كم²)                                 | 43.04 ألف                      | 83.38                         |
| العاصمة                                                   | فونافوتي                       | نيروبي                        |
| اللغة الرسمية                                             | اللغة التوفالوية، لغة إنجليزية | اللغة السواحلية، لغة إنجليزية |
| العملة                                                    | دولار توفالو                   | شيلينغ كيني                   |
| الناتج المحلي الإجمالي (بليون دولار)                      | 39.73 مليون                    | 74.94 مليار                   |
| الناتج المحلي الإجمالي (تعادل القوة الشرائية) بليون دولار | 38.93 مليون                    | 142.24 مليار                  |
| الناتج المحلي الإجمالي الاسمي للفرد دولار أمريكي          | 3.29 ألف                       | 1.38 ألف                      |
| الناتج المحلي الإجمالي للفرد دولار أمريكي                 | 3.77 ألف                       | 2.95 ألف                      |
| مؤشر التنمية البشرية                                      |                                | 0.548                         |
| رمز المكالمات الدولي                                      | +688                           | +254                          |
| رمز الإنترنت                                              | .tv                            | .ke                           |
| المنطقة الزمنية                                           | ت ع م+12:00                    | ت ع م+03:00                   |

## منظمات دولية مشتركة
يشترك البلدان في عضوية مجموعة من المنظمات الدولية، منها:
| علم المنظمة | اسم المنظمة                                 | تاريخ انضمام توفالو | تاريخ انضمام كينيا |
| ----------- | ------------------------------------------- | ------------------- | ------------------ |
|             | مؤسسة التنمية الدولية                       | 24 يونيو 2010       | 3 فبراير 1964      |
|             | يونسكو                                      | 21 أكتوبر 1991      | 7 أبريل 1964       |
|             | الأمم المتحدة                               | 5 سبتمبر 2000       | 16 ديسمبر 1963     |
|             | مجموعة دول أفريقيا والكاريبي والمحيط الهادئ | ?                   | ?                  |
|             | دول الكومنولث                               | ?                   | 12 ديسمبر 1963     |
|             | الاتحاد البريدي العالمي                     | ?                   | ?                  |
|             | البنك الدولي للإنشاء والتعمير               | 24 يونيو 2010       | 3 فبراير 1964      |
|             | الاتحاد الدولي للاتصالات                    | 15 أغسطس 1996       | 11 أبريل 1964      |
|             | منظمة حظر الأسلحة الكيميائية                | ?                   | ?                  |

## وصلات خارجية
- موقع وزارة الخارجية الكينية